# Mikola Voroní
Mikola Kindrátovich Voroní, en ucraniano: Мико́ла Кіндра́тович Ворони́й, (Gobernación de Yekaterinoslav, 24 de noviembrejul./ 6 de diciembre de 1871greg. -  Odesa, 7 de junio de 1938) fue un escritor, traductor, actor y activista político ucraniano.

## Biografía
Voroní estudió en los Institutos Pedagógicos de Járkov y Rostov del Don, interrumpidos por arrestos debido a sus actividades políticas (tenía conexiones con los naródniks y distribuía literatura prohibida). Después de tres años de vigilancia por la policía zarista, estudió en el extranjero en las universidades de Viena y Leópolis, donde conoció a Iván Frankó, que posteriormente sería una influencia. Después de completar sus estudios, se convirtió en director del Teatro Ucraniano en Ternópil. En 1897 regresó a la parte de Ucrania controlada por Rusia y trabajó como actor en los conjuntos teatrales de Mark Kropivnitski y Panas Saksahanski . En esa época se convirtió en miembro del Partido Revolucionario Ucraniano. A partir de 1901 trabajó en la administración de la Gobernación de Chernígov y escribió reseñas teatrales.
En 1910, Mikola Voroní se mudó a Kiev y publicó su primera colección de poesía Lírica [Ліричні поезії] en 1911 y En el esplendor de los sueños [В сяйві мрій] en 1913. Después de la Revolución de febrero de 1917, fue uno de los fundadores y directores del Teatro Nacional Ucraniano en Kiev y miembro fundador de la Rada Central de la República Popular de Ucrania. En 1920 emigró al extranjero y continuó trabajando en un puesto directivo para el gobierno ucraniano en el exilio en Varsovia en 1920/1921. Allí publicó una colección de nuevos poemas Para Ucrania [За Україну] en 1920. De Varsovia se trasladó a Leópolis y enseñó en la Academia de Música y en la Escuela de Teatro. En 1926, Voroni emigró a la República Socialista Soviética de Ucrania. Allí primero enseñó en el Instituto de Música y Teatro de Járkov y luego se trasladó a Kiev, donde trabajó como guionista, crítico y traductor.
El NKVD lo arrestó en 1934 por presunto espionaje para Polonia y fue exiliado a Vorónezh durante tres años. Desde 1937 vivió en el pueblo de Hliniane [Глиняне] en el óblast de Kirovogrado. Allí fue arrestado nuevamente durante el Gran Terror, el 29 de abril de 1938, condenado a muerte por actividades contrarrevolucionarias y fusilado en Odesa el 7 de junio. Tras el fallecimiento de Stalin, el Presidium del Tribunal Regional de Kirovogrado lo rehabilitó el 10 de noviembre de 1957 y en 1959 se publicó una colección de sus poemas, Poemas seleccionados.
El hijo de Mikola Voroní, Marko Voroní, que también era poeta y traductor, perteneció a la generación de artistas denominada Renacimiento fusilado ejecutados en Sandarmoj.
Voroní era conocido principalmente por ser el  traductor de la La Internacional  al ucraniano.